# Ragstatt Joch
Ragstatt Joch är ett berg i Österrike.   Det ligger i distriktet Kufstein och förbundslandet Tyrolen, i den västra delen av landet, 300 km väster om huvudstaden Wien. Toppen på Ragstatt Joch är 1 501 meter över havet.
Terrängen runt Ragstatt Joch är kuperad norrut, men söderut är den bergig. Närmaste större samhälle är Wörgl, 18,0 km sydost om Ragstatt Joch. 
I omgivningarna runt Ragstatt Joch växer i huvudsak blandskog. Runt Ragstatt Joch är det ganska tätbefolkat, med 100 invånare per kvadratkilometer.